# ХЖ Путнички превоз
ХЖ Путнички превоз (пун назив на хрватском језику HŽ Putnički prijevoz, društvo s ograničenom odgovornošću za prijevoz putnika) је хрватско државно предузеће основано ради железничког превоза путника у домаћем и међународном саобраћају.
Хрватске железнице су првобитно подељене 2006. године на ХЖ Инфраструктура, ХЖ Путнички превоз, ХЖ Карго, ХЖ Вуча возова и ХЖ-Холдинг (која је вршила улогу кровне фирме), док је 1. новембра 2012. године подељена на ХЖ Инфраструктура, ХЖ Путнички превоз и ХЖ Карго.